# Río La Cabaña
El río La Cabaña es un corto río costero del norte de España que discurre por el centro del Principado de Asturias. 
Nace en La Cabaña y en su recorrido de casi 5 kilómetros atraviesa las localidades de Hères y Bañugues para desembocar en el mar Cantábrico en la playa de esta última. Su único afluente, el río La Arena, lo alimenta casi en su desembocadura.
- Datos: Q6115302